# Nationaal park van Amerikaans-Samoa
Het Nationaal park van Amerikaans-Samoa is een nationaal park in het Amerikaanse territorium van Amerikaans-Samoa dat zich over drie eilanden uitstrekt: Tutuila, Ofu en Ta‘ū. In 1988 werd het park door het Amerikaans Congres opgericht. Op 9 september 1993 werd het park voor 50 jaar verhuurd door de Samoa dorpsraden aan de National Park Service. Het park bevat koraalriffen en regenwouden en is populair voor trektochten, snorkelen en duiken. Van de totale oppervlakte van 36,42 km² wordt 10,12 km² ingenomen door water.
De Tutuila-eenheid van het park is bereikbaar met de wagen op Tutuila, het hoofdeiland van Amerikaans-Samoa. Het Ofu-gedeelte van het park kan men enkel bezoeken met een klein vliegtuig vanop de luchthaven van Tutuila naar Ofu. Accommodaties zijn beschikbaar op de luchthaven en te Asaga. Om het Ta‘ū-gedeelte aan te doen heeft men een vlucht nodig van Tutuila naar Fiti‘uta op Ta‘ū. Accommodaties zijn beschikbaar op Ta‘ū. De grote meerderheid van de bezoekers bezoeken Tutuila, eerder dan de Ofu en Ta‘ū delen. Alle park eenheden bieden uitstekende gelegenheden om de verscheiden natuur op de Somoa eilanden te bezichtigen, zowel boven als onder water.

## Referenties

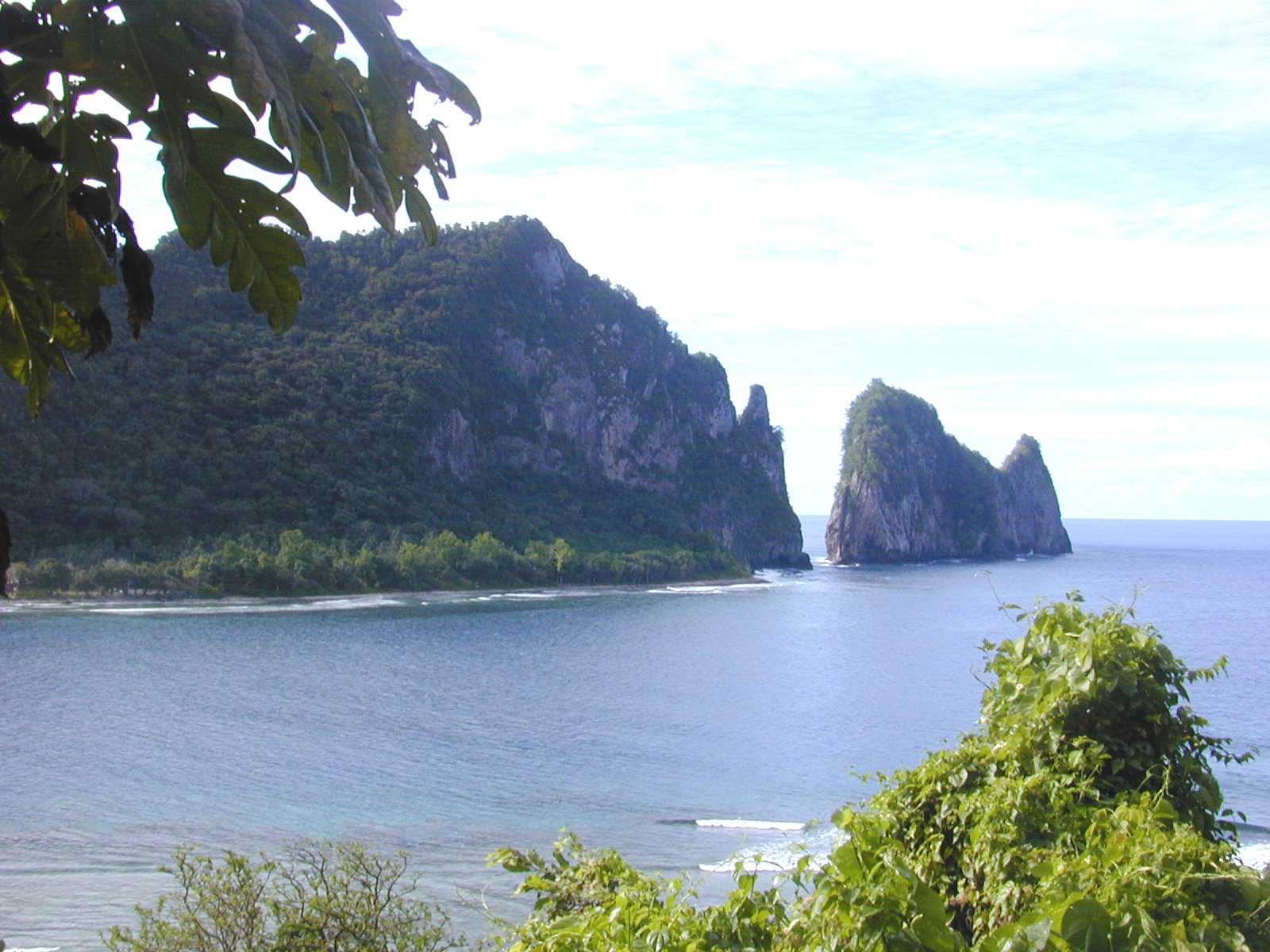
Pola Tai (Cock's comb) vanaf Vatia Bay, National Park of American Samoa, Tutuila